# Bergahorn-Borstenscheibling
Der Bergahorn-Borstenscheibling (Hymenochaete carpatica) ist eine Ständerpilzart aus der Familie der Borstenscheiblingsverwandten (Hymenochaetaceae). Sie bildet harte, krustige Fruchtkörper aus, die auf der Rinde alter Berg-Ahorne (Acer pseudoplatanus) wachsen. Der Bergahorn-Borstenscheibling besitzt ein europäisches Artareal, das von Frankreich nach Ostmitteleuropa reicht. Er wächst vor allem in montanen Lagen.

## Merkmale

### Makroskopische Merkmale
Der Bergahorn-Borstenscheibling besitzt harte, krustenartige Fruchtkörper die direkt an der Rinde des Wirtsbaumes anhaften und mehrere Dezimeter lang werden können. Das Hymenium ist glatt oder mit flachen Höckern versehen. Bei jungen Fruchtkörpern ist es zusammenhängend, später reißt es in viele winzige Schollen auf. Fruchtbares Hymenium hat eine rostbraun-gräuliche oder blass zimtähnliche Farbe und weist dunkle Borsten auf. Der Rand ist anfangs faserig, später gewinnt er an Kontur. Makroskopisch ist die Art  kaum vom Gefelderten Borstenscheibling (H. corrugata) zu unterscheiden, das ist nur mikroskopisch oder anhand des Substrats möglich.

### Mikroskopische Merkmale
Die Seten der Art sind 60–90 µm lang. Ihre Basidien messen 15–25 × 4–5 µm und sind mit breit zylindrisch bis ovalen Sporen von 5,5–6,5 ×3–3,5 µm besetzt. Der Bergahorn-Borstenscheibling hat eine monomitische Trama und unbeschnallte Septen. Die Mikrostrukturen des Fruchtkörpers sind damit etwas größer als die des Gefelderten Borstenscheiblings.

## Verbreitung
Die bekannte Verbreitung der Art umfasst das gemäßigte Europa von den ostfranzösischen Vogesen bis in die Slowakei und nach Südpolen in die dortigen Karpaten.

## Ökologie
Der Bergahorn-Borstenscheibling kommt in Sommer-Linden-Berg-Ahorn-Gesellschaften sowie in Buchen-Ahorn-Wäldern vor. Bevorzugt wächst er an schattigen, luftfrischen Standorten auf nährstoffreichen Böden. Die Fruchtkörper erscheinen das ganze Jahr über einige Meter hoch an den Stämmen von Berg-Ahornen auf den absplitternden Rindenschuppen, nur selten geht er auch auf Bast und Splintholz über. Die Art bevorzugt montane Lagen, wächst aber auch im Hügelland.